# 汐入明日香
汐入明日香（日语：／ Shioiri Asuka，1997年9月27日—），日本千葉縣出身的女性聲優，但出生地是德国。曾是星塵傳播所屬，但現已成為自由職業者。

## 略曆
由於母親熱愛戲劇，因此幼年時经常去看舞台劇，這段經歷導致明日香對表演產生了興趣，但由於缺乏自信，無法想像自己站在公眾面前的樣子。儘管如此，當她得知「聲優」這個能在幕後表演的職業後，加上聲優能夠詮釋從老年人到男女各種角色的能力所震撼，進而對聲優這個職業產生了更深的興趣。
中學畢業後，明日香以「想將準備大學考試的時間用來學習表演」作為理由，升學至一所私立的中高一貫校，並以雙重就學的方式同時就讀聲優培訓學校。
在學期間的2016年4月，明日香通過星塵傳播第三製作部（現為第三事業部）新設立的聲優部所舉辦的第一回試鏡，從而加入該事務所。
2016年8月，以電視動畫《orange橘色奇蹟》的角色出道。
2017年1月，成為由星塵傳播聲優部所屬的新人聲優組成的團體「SoundOrion」的成員。在團體中的代表色為紫色。該團體活躍約8年，直到2024年12月25日解散。
2021年9月，明日香參與跨媒體企劃《橘色榮耀！》的演出，並成為該作品聲優組成的團體「SMILE PRINCESS」的成員。明日香在該團體的代表色是淡粉色。團體活動約3年，於2024年8月18日解散。
2025年3月31日，明日香離開星塵傳播並成為自由職業者。

## 人物
明日香出生於德國，但居住時間不到一年，明日香的国籍也是日本。明日香小學時曾經有一次回到出生的城市，並參觀當時居住的房子與出生的醫院等地。
明日香立志成為聲優的契機是觀看了電視動畫《信蜂》中澤城美雪的演出。此外，澤城美雪、伊瀨茉莉也和花澤香菜是明日香成為聲優的目標。
與河瀨茉希和松井南波的關係親近，並且與「SMILE PRINCESS」的成員兼《橘色榮耀！》以及配信節目中共同演出的北守彩香的關係要好。
有一個哥哥。

## 演出作品
※粗體字為主要角色。

### 電視動畫
2016年
- orange橘色奇蹟（女學生[3]）

2019年
- BanG Dream! 2nd Season[3]

2020年
- 异种族风俗娘评鉴指南（吉米B[3]）

2021年
- 橘色榮耀！（高木尚實[1][19]）
- Platinum End（偶像1[20]）

2023年
- 謊言遊戲（栗花落1[3]）
- 星靈感應（金田[21]）

2024年
- 靠廢柴技能【狀態異常】成為最強的我將蹂躪一切（室田繪里衣、喵丹·奇奇佩[22]）
- 孤單一人的異世界攻略（魚魚女[23]）

### 電子遊戲
2017年
- 放置少女～百花繚亂的萌姬們～（貂蝉、黄忠[3]、袁紹）

2018年
- 天空艦隊（ルディー[3]）
- ルナクロニクルR[3]

2019年
- 動物朋友3（大犰狳[3]）
- 逆轉奧賽羅尼亞（瑞姫[3]）

2020年
- 城姬Quest（黒井城[24]、田辺城[25]）
- 怪物彈珠（莉露蒂[3]）
- 魔法紀錄 魔法少女小圓外傳（2020年 - 2024年、佐和月出里[26][27]）
- LOST:SMILE（結李[28]）

2021年
- 車站回憶（作草部マコ[29]）
- 黑騎士與白魔王（ルーナ[30]）

2022年
- 怪物彈珠（莉露蒂[31]）
- 橘色榮耀！！〜SMILE PRINCESS〜（高木尚實[32]）

2023年
- Fragment's Note2+（秋河祈[33]）

2024年
- 碧藍航線（海豚號[34]）

## 外部連結
- 汐入明日香 Official Fan Site
- 汐入明日香的X（前Twitter）
- 汐入 あすか的Instagram帳戶